# D.V.C.
D.V.C. (Abkürzung für Darth Vader’s Church) war eine US-amerikanische Thrash- und Death-Metal-Band aus Tallahassee, Florida, die im Jahr 1988 gegründet wurde und sich ca. 1992 wieder auflöste.

## Geschichte
Die Band wurde im Frühjahr 1988 gegründet und bestand aus Gitarrist und Sänger Parker Knapp, Bassist Alain Rodgers, Gitarrist und Sänger Glenn Lawhon und Schlagzeuger Todd Thompson. Im Jahr 1989 erschien mit Constrictus Mortum ein erstes Demo. In den Jahren 1988 und 1989 arbeitete die Band an ihrem Debütalbum, das im Jahr 1989 unter dem Namen Descendant Upheaval bei Manufacture Sound Output Co. erschien. Im Sommer 1991 lizenzierten SPV und Steamhammer Records das Album für den deutschen Markt. Im Jahr 1992 folgte mit Molecular Shadow ein zweites Album bei Manufacture Sound Output Co. bzw. Steamhammer Records/SPV. Im April desselben Jahres ging die Band auf Europatournee zusammen mit Paradise Lost, Unleashed und Protector, ehe sich die Gruppe auflöste.

## Stil
Die Gesang war death-metal-typisch guttural. In den Liedern wurden zudem auch Elemente aus Thrash- und Speed-Metal sowie Grindcore verarbeitet. Robert Müller vom Metal Hammer beschrieb die Musik auf Descendant Upheaval als thrash-lastigen Death Metal. Müller schrieb in einer weiteren Ausgabe zudem, dass das Debüt stark an Kreator erinnere. Bei dem zweiten Album hob er das technisch anspruchsvolle Spiel der E-Gitarre hervor, wobei es „aber nicht in Atheist-mäßiges Gekasper abgleitet“.

## Diskografie
- 1989: Constrictus Mortum (Demo, Eigenveröffentlichung)
- 1991: Descendant Upheaval (Album, Manufacture Sound Output Co.)
- 1992: Molecular Shadow (Album, Manufacture Sound Output Co. bzw. Steamhammer Records / SPV)